# Enrique I de la Marca del Norte
Enrique I el Largo (m. 27 de junio de 1087), margrave de la Marca del Norte, también conde de Stade (como Enrique III), hijo de Lotario Udo II, y Oda de Werl, hija de Germán III, conde de Werl, y Riquilda de Suabia.
Enrique se casó con Eufrasia de Kiev, hija de Vsevolod I, gran príncipe de Kiev, y su segunda esposa Ana. No hubo hijos de este matrimonio, y Eufraxia, viuda, se casó después con Enrique IV, entonces rey de Sajonia, quien se convirtió en emperador del Sacro Imperio.  
Raffensperger sugiere que la motivación de Enrique al casarse de Eufraxia era acerca Sajonia a Kiev. De hecho, el matrimonio puede que lo concertara Oda de Stade, hija de Lotario Udo I de la Marca del Norte, quien se había casado con Sviatoslav II, gran príncipe de Kiev. Oda se identifica como una pariente del padre de Enrique Lotario Udo II así como una sobrina del emperador Enrique III, y el papa León IX.
A su muerte, a Enrique le sucedió como margrave y conde su hermano Lotario Udo III.